# 7 × 57 mm
Die Patrone 7 × 57 mm (auch als .275 Rigby, als 7 mm Mauser und als 7 mm Spanisch Mauser bekannt) ist eine Gewehrpatrone, die 1892 von Mauser vorgestellt wurde. Dabei steht die 7 für das Kaliber und die 57 für die Länge der Hülse (jeweils in mm).

## Entwicklung

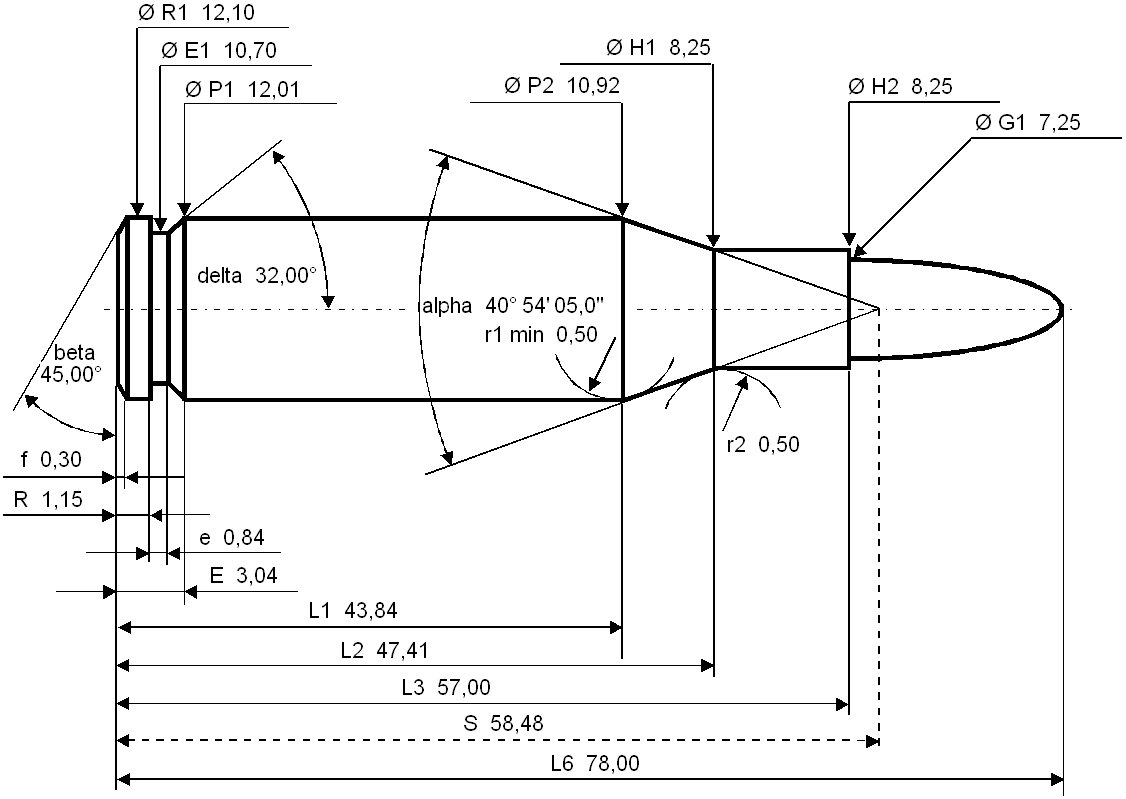
Maße der 7 × 57

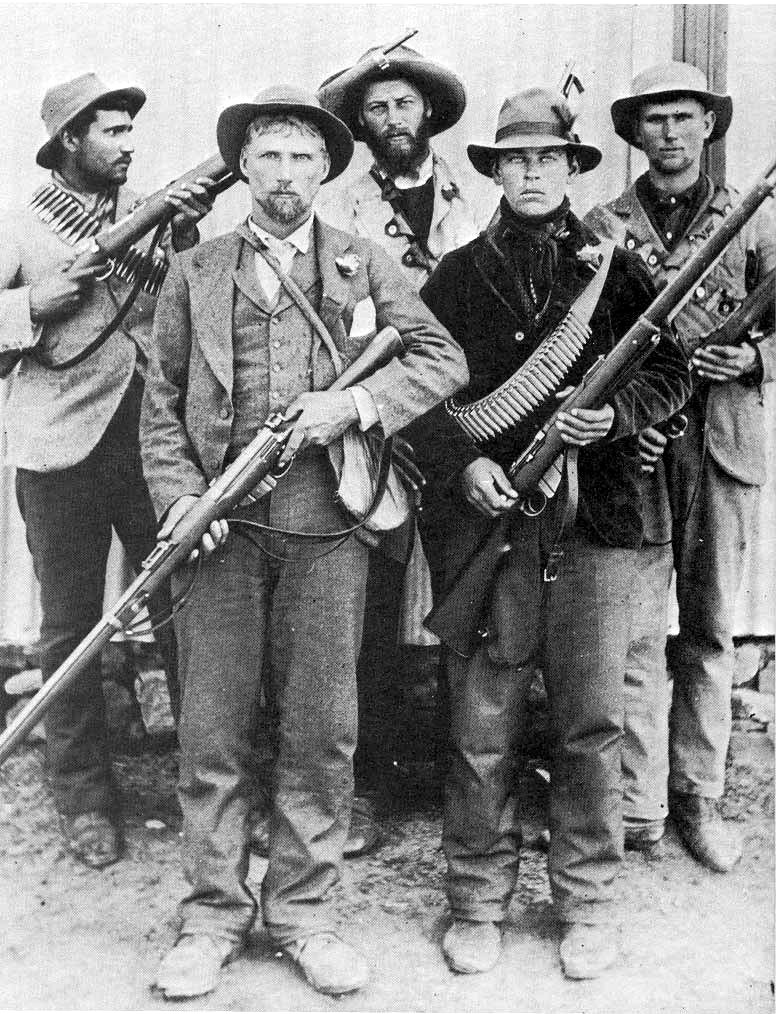
Burisches Kommando um 1900. Der Soldat links hält eine Mauser M95 im Kaliber 7 × 57 mm

Die Militärpatrone 7 × 57 mm wurde, aufbauend auf der Hülse der Patrone M/88, 1892 von Peter-Paul Mauser entwickelt. Aufgrund ihrer für damalige Verhältnisse sehr guten Präzision und des geringen Rückstoßes wurde sie schnell von Spanien, sowie mittel- und südamerikanischen Staaten als Militärpatrone in Verbindung mit dem Mauser-Gewehr eingeführt, wodurch sie auch die synonyme Bezeichnung 7 mm Spanisch Mauser erhielt.
Im Jahre 1893 wurde die 7 × 57 mm auch als Jagdpatrone vorgestellt. Wiederum verhalf die Präzision und vor allem der geringe Rückstoß der 7 × 57 zu einer schnellen und weiten Verbreitung. In Großbritannien vertrieb John Rigby die Patrone als .275 Rigby und bot die zur Mauserversion identische Patrone in 3 Varianten auch für Jagdgewehre aus seiner Herstellung an. Später lief ihr jedoch die rasantere 7 × 64 mm von Wilhelm Brenneke den Rang ab. Trotzdem findet die 7 × 57 mm heute noch verbreitete Verwendung als Jagdpatrone. In den USA ist sie unter der Bezeichnung 7 mm Mauser bekannt.

## Verwandte Patronen
- 6 × 57 mm Mauser
- 6-mm-Remington, basiert auf der 7×57-mm-Mauser-Patrone.
- 6,5 × 55 mm Schwedisch Mauser
- 7 × 57 mm R ist für die Verwendung in Kipplaufwaffen als Randpatrone bekannt
- 7,65 × 53,5 mm Belgisch/Argentinisch Mauser

## Militärische Verwendung
- Die Qualitäten der 7 × 57 mm als militärische Patrone wurden im Spanisch-US-Amerikanischen Krieg von 1898 gezeigt. Beim US-amerikanischen Angriff auf die strategisch wichtige kubanische Stadt Santiago verteidigten nur 750 spanische Soldaten die Stellungen auf den Hügeln. Obwohl der Angriff erfolgreich war, erlitten die Amerikaner hohe Verluste. Ein US-Untersuchungsausschuss kam später zu dem Schluss, dass die Opfer hauptsächlich auf die überlegene Feuerkraft der spanischen Mauser-Gewehre des Modells 1893 im Kaliber 7 × 57 mm zurückzuführen waren.
- Im Burenkrieg erlitt die britische Armee starke Verluste durch burische Scharfschützen, vor allem als diese über das neue Mauser Gewehr Modell 95 im Kaliber 7 × 57 mm verfügten.

Folgende Länder setzten die 7 × 57 mm militärisch ein:
- Österreich-Ungarn
- Bolivien
- Brasilien
- Chile
- Volksrepublik China
- Costa Rica
- Kuba
- Kolumbien
- El Salvador
- Honduras
- Iran
- Mexiko
- Oranje-Freistaat
- Paraguay
- Erste Philippinische Republik
- Königreich Serbien
- Spanien
- Südafrikanische Republik
- Vereinigtes Königreich
- Uruguay
- Venezuela

## Jagdliche Verwendung
- Jim Corbett, britischer Jäger und Oberst der British Indian Army, wurde dadurch berühmt, dass er in Indien menschenfressende Tiger und Leoparden mit der 7 × 57 mm erlegte.
- Der berühmte Jäger Walter Dalrymple Maitland Bell, besser bekannt als Karamojo Bell, erlegte etwa 800 seiner 1011 Elefanten mit der 7 × 57 mm auf kurze Distanz und mit Schüssen auf das Haupt. Oftmals pirschte er die Elefanten durch das hohe Savannengras an und setzte sich dann zum Schießen auf die Schulter seines Jagdgehilfen.[5]
- Der amerikanische Schriftsteller Jack O’Connor jagte mit der 7 × 57 mm häufig in den Wüsten und Bergen der USA und Alaska sowie in Afrika. O’Connor bezeichnete die Patrone als eine der besten Patronen für den Allround-Einsatz.[6]